# Archachatina bicarinata
Archachatina bicarinata е вид коремоного от семейство Achatinidae. Видът е световно застрашен, със статут Уязвим.

## Разпространение
Разпространен е в Сао Томе и Принсипи.